# Placca delle Bismarck Nord

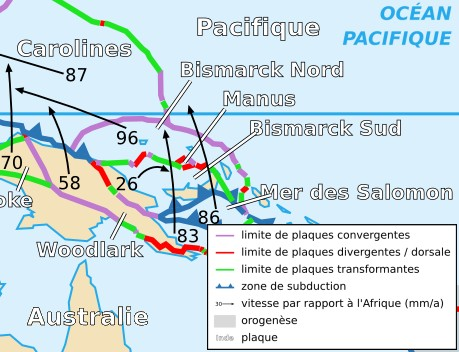
Collocazione della placca delle Bismarck Nord.

La placca delle Bismarck Nord è una placca tettonica della litosfera terrestre. Ha una superficie di 0,00956 steradianti ed è associata alla placca pacifica.

## Caratteristiche
È situata nell'Oceano Pacifico e copre una parte dell'arcipelago delle Bismarck (Isole dell'Ammiragliato, Isole Mussau e Nuova Irlanda), la parte nordorientale del Mare delle Salomone, la parte nord del Mare di Bismarck e una piccola porzione dell'Oceano Pacifico.
La placca delle Bismarck Nord è in contatto con la placca Woodlark, la placca delle Caroline, la placca pacifica, la placca del Mare delle Salomone, la placca delle Bismarck Sud e la placca di Manus.
La placca si sposta con una velocità di rotazione di 0,33° per milione di anni secondo un polo euleriano situato a 04°00' di latitudine sud e 139°00' di longitudine est.